# Beate Peters
Beate Edeltraud Peters (née le 12 octobre 1959 à Marl) est une athlète allemande spécialiste du lancer de javelot. Elle fut championne d'Allemagne de l'Ouest en 1985 et en 1986.

## Biographie

### Vie privée
Beate Peters est ouvertement lesbienne et vit avec l'athlète allemande Sabine Braun.

### Palmarès
| Date | Compétition           | Lieu        | Résultat | Performance (m) |
| ---- | --------------------- | ----------- | -------- | --------------- |
| 1983 | Championnats du monde | Helsinki    | 7e       | 62,42           |
| 1983 | Universiade d'été     | Édimbourg   | 1re      | 66,86           |
| 1984 | Jeux olympiques d'été | Los Angeles | 7e       | 62,34           |
| 1986 | Championnats d'Europe | Stuttgart   | 3e       | 68,04           |
| 1987 | Championnats du monde | Rome        | 3e       | 68,82           |

### Records
| Épreuve                | Performance | Lieu   | Date         |
| ---------------------- | ----------- | ------ | ------------ |
| Javelot, ancien modèle | 69,56 m     | Berlin | juillet 1986 |